# مراد عینی
مراد عینی (انگلیسی: Mourad Ainy؛ زادهٔ ۲۴ مارس ۱۹۸۰) بازیکن فوتبال اهل مراکش است.
از باشگاه‌هایی که در آن بازی کرده‌است می‌توان به باشگاه فوتبال الوحده امارات، باشگاه فوتبال الکوکب المراکشی، و باشگاه فوتبال الرجا اشاره کرد.
وی همچنین در تیم ملی فوتبال مراکش بازی کرده‌است.